# Trịnh Lan Trinh
Trịnh Lan Trinh (tiếng Hàn: 정난정/ 鄭蘭貞/ Jeong Nan-jeong; ?- 1565) là một nhân vật sống trong thời đại của vương triều Triều Tiên.

## Cuộc đời
Xuất thân trong gia đình họ Trịnh. Là con gái thứ hai của Đô tổng quan Thanh Khê quân Trịnh Doãn Khiêm (鄭允謙, 정윤겸). Có một anh trai tên Trịnh Thục (鄭淑) và một em trai Trịnh Đạm (鄭淡). Có mẹ xuất thân là vợ lẽ. Bà đã từng là một kỹ nữ, sau này trở thành tiểu thiếp của Doãn Nguyên Hành, em trai Văn Định Vương hậu. Năm 1551, vợ cả của Doãn Nguyên Hành là Kim phu nhân qua đời (có giả thuyết cho là Trịnh Lan Trinh hạ độc). Trịnh Lan Trinh được Văn Định Vương hậu phá lệ phong làm chính thất (danh phận các vợ lẽ thời Triều Tiên không cao, vợ lẽ cũng không được nâng lên làm vợ cả). Bà được phong làm chính nhất phẩm Trinh Kính phu nhân (貞敬夫人).
Lúc Văn Định vương hậu còn ở ngôi Trung điện bà đã giúp Văn Định vương hậu vượt qua rất nhiều sóng gió trong hoàng cung, nên rất được Văn Định Vương hậu tin tưởng và trọng dụng.
Trong thời gian Văn Định Vương hậu nhiếp chính, bà đã vu cáo Phượng Thành quân và Hồng Hi tần có âm mưu cấu kết làm phản nên Phượng Thành quân bị ban chết còn Hồng Hi tần bị đuổi ra ngoài cung sống.
Bà còn tham gia cùng với Văn Định Vương hậu phục hưng Phật giáo ở Triều Tiên, đưa đại sư vào trong cung tham vấn việc nước, xây dựng nhiều chùa chiền. Tuy nhiên các hoạt động cúng tế của bà vô cùng tốn kém khiến người dân vô cùng khó khăn. Điều này khiến người dân rất căm phẫn. Mẹ của Kim phu nhân tố cáo Trịnh Lan Trinh hạ độc con gái mình, tuy nhiên bà có Văn Định Vương hậu đứng sau chống đỡ nên không có vấn đề gì.

## Qua đời
Năm 1565, Văn Định Vương hậu qua đời nên bà và chồng không còn ai bảo vệ, thì cùng lúc vụ án của Kim phu nhân lại được lật lại, dân chúng đã phẫn nộ và tấn công bà đến chết, chồng bà là Doãn Nguyên Hành cũng tự tử.

## Trong văn hóa đại chúng
Được diễn bởi Park Yoo Mi trong Bộ phim Flower of the prison (2016)
Trong phim Ladies of the palace, nhân vật Trịnh Lan Trinh do Kang-soo yeon thể hiện.